# WASP-45
WASP-45 är en ensam stjärna i den mellersta delen av stjärnbilden Bildhuggaren. Den har en skenbar magnitud av ca 12,0 och kräver ett teleskop för att kunna observeras. Baserat på parallax enligt Gaia Data Release 2 på ca 4,7 mas, beräknas den befinna sig på ett avstånd på ca 693 ljusår (ca 212 parsek) från solen. Den rör sig bort från solen med en heliocentrisk radialhastighet på ca 5 km/s.

## Egenskaper
WASP-45 är en orange till gul stjärna i huvudserien av spektralklass K2 V, som har hög anrikning av tyngre element än väte och helium motsvarande 240 procent av solens.
Den har en massa som är ca 0,93 solmassor, en radie som är ca 0,89 solradier och har ca 0,51 gånger solens utstrålning av energi från dess fotosfär vid en effektiv temperatur av ca 5 100 K.
Stjärnan avger låg ultraviolett strålning och misstänks därför ha en låg stjärnfläcksaktivitet, även om kromosfärisk aktivitet rapporterats av andra källor.

## Planetsystem
År 2011 upptäcktes en transiterande het Jupiterplanet, WASP-45 b. Planetens jämviktstemperatur är 1 170 ± 24 K. Ingen Rayleigh-spridning upptäcktes i planetens atmosfär, vilket innebär att det finns dis eller högt molndäck.
| Planet | Massa            | Halv storaxel (AE) | Siderisk omloppstid (d) | Excentricitet | Inklination   | Radie         |
| ------ | ---------------- | ------------------ | ----------------------- | ------------- | ------------- | ------------- |
| b      | 1,018 ± 0,045 MJ | 0,0405 ± 0,0001    | 3,126090 ± 0,000036     | 0,048 ± 0,29  | 84,686± 0,098 | 0,978 ± 0,024 |